# Vincenzo Fagiolo
Vicenzo Fagiolo (Segni, 5 februari 1918 – Rome, 22 september 2000) was een Italiaans geestelijke en kardinaal van de Katholieke Kerk.
Fagiolo bezocht het seminaries in Segni en Anagni. Daarna studeerde hij aan de Pauselijke Lateraanse Universiteit in Rome, waar hij een doctoraat behaalde in zowel de theologie als het canoniek recht. Hij werd op 6 maart 1943 priester gewijd en werkte daarna - tot 1971 - als pastoor in Rome. Hij zette zich tijdens de Tweede Wereldoorlog in voor het lot van vervolgde Joden en werd in 1983 voor zijn inspanningen onderscheiden als Rechtvaardige onder de Volkeren, door Yad Vashem.
Op 20 november 1971 wijdde paus Paulus VI hem tot aartsbisschop van Chieti-Vasto. Hij koos Plenitudo legis dilectio (Romeinen 13:10 : "(De liefde is) de vervulling van de wet") als wapenspreuk. Van 1979 tot 1987 diende hij als vicevoorzitter van de Italiaanse bisschoppenconferentie. In 1984 legde hij zijn ambt neer. In 1990 benoemde paus Johannes Paulus II hem tot president van de Pauselijke Raad voor de Wetteksten. Daarvoor al was hij nauw betrokken geweest bij de totstandkoming van de nieuwe Codex. 
Hij werd kardinaal gecreëerd tijdens het consistorie van 26 november 1994 en kreeg de San Teodoro als titeldiakonie. Een maand later nam hij ontslag als president van de Raad voor de Wetteksten. 
Na zijn overlijden ging paus Johannes Paulus II zelf voor in een requiemmis die te zijner ere werd gehouden. 